# Lerchenfeld (Gemeinde Sallingberg)
Lerchenfeld ist eine Siedlung in der Marktgemeinde Sallingberg im Bezirk Zwettl in Niederösterreich.

## Geschichte
Die Siedlung entstand in den 1970er Jahren, seit 1978 ist sie offizieller Teil der Marktgemeinde, der Name bezieht sich auf die hier oft vorkommenden Lärchenbäume. Im Rahmen der Vergabe von Straßennamen erhielt der Ort den „Lerchenweg“ als Wegenamen.